# Trachelipus palustris
Trachelipus palustris är en kräftdjursart som först beskrevs av Hans Strouhal 1937F.  Trachelipus palustris ingår i släktet Trachelipus och familjen Trachelipodidae. Inga underarter finns listade i Catalogue of Life.